# Lunarina
La lunarina es un alcaloide aislado de las semillas de Lunaria biennis y Lunaria rediviva (Cruciferae). 
[α]20D = +291  ( c, 1.03 en CHCl3)

## Biosíntesis
Muchos alcaloides macrocíclicos provienen de la espermina, como en el caso de la lunarina (Aislada de Lunaria annua):

## Derivados
Se han aislado derivados redox de la lunarina de distintas especies de Lunaria
| Nombre                                                  | Fórmula molecular | CAS        | Masa molecular (g/mol) | Estado                                        | Fuente natural                              | Otras propiedades               |
| ------------------------------------------------------- | ----------------- | ---------- | ---------------------- | --------------------------------------------- | ------------------------------------------- | ------------------------------- |
| Lunariol II (alcaloide LBY. 3-desoxo-3-hidroxilunarina) | C25H33N3O4        | 24185-52-2 | 439.553                | Sólido cristalino (MeOH/éter) PF = 268-273 °C | Aislado de las semillas de Lunaria biennis. | [α]20D = +108 (c, 0.43 en EtOH) |